# Terry Le Sueur
Terry Le Sueur (ur. 1942 w Saint Helier) – senator wyspy Jersey, szef ministrów Jersey (szef rządu) od 12 grudnia 2008 do 18 listopada 2011.

## Życiorys
Terry Le Sueur urodził się w 1942 w Millbrook w Saint Helier. Kształcił się w katolickiej szkole De La Salle College na Jersey. Studiował na Uniwersytecie Oksfordzkim. Po studiach był nauczycielem w De La Salle College, a następnie rozpoczął pracę w księgowości. 
W 1987 został po raz pierwszy wybrany deputowanym do parlamentu Jersey (States of Jersey). W 1990, 1993 i 1996 uzyskał reelekcję na stanowisku. W 1990 objął funkcję przewodniczącego Komitetu Bezpieczeństwa Socjalnego. W grudniu 1999 został wybrany senatorem, uzyskując reelekcję w kolejnych wyborach (w 2002, 2005, 2008). W latach 2005–2008 zajmował stanowisko ministra skarbu w rządzie Franka Walkera.
8 grudnia 2008 Le Sueur został wybrany szefem ministrów Jersey. Otrzymał 36 głosów od członków parlamentu, pokonując senatora Alan Breckona, który zdobył 17 głosów poparcia. 12 grudnia 2008 Terry Le Sueur został zaprzysiężony na stanowisku.